# Krikett az 1900. évi nyári olimpiai játékokon
Az 1900. évi nyári olimpiai játékokon a krikettben két csapat mérkőzött az érmekért. A Nemzetközi Olimpiai Bizottság nem ismeri el hivatalos olimpiai programként.

## Éremtáblázat
(A rendező ország csapata eltérő háttérszínnel, az egyes számoszlopok legmagasabb értéke, vagy értékei vastagítással kiemelve.)
| Az 1900. évi nyári olimpiai játékok éremtáblázata krikettben | Az 1900. évi nyári olimpiai játékok éremtáblázata krikettben | Az 1900. évi nyári olimpiai játékok éremtáblázata krikettben | Az 1900. évi nyári olimpiai játékok éremtáblázata krikettben | Az 1900. évi nyári olimpiai játékok éremtáblázata krikettben | Olimpia  |
| ------------------------------------------------------------ | ------------------------------------------------------------ | ------------------------------------------------------------ | ------------------------------------------------------------ | ------------------------------------------------------------ | -------- |
|                                                              | Ország                                                       | Arany                                                        | Ezüst                                                        | Bronz                                                        | Összesen |
| 1.                                                           | Nagy-Britannia (GBR)                                         | 1                                                            | 0                                                            | 0                                                            | 1        |
|                                                              |                                                              |                                                              |                                                              |                                                              |          |
| 2                                                            | Franciaország (FRA)                                          | 0                                                            | 1                                                            | 0                                                            | 1        |
|                                                              |                                                              |                                                              |                                                              |                                                              |          |
| Összesen                                                     | Összesen                                                     | 1                                                            | 1                                                            | 0                                                            | 2        |

## Érmesek
| Arany | Ezüst |
| Devon and Somerset Wanderers · Nagy-Britannia (GBR) | French Athletic Club Union · Franciaország (FRA)                                                                                                 |
| Charles Beachcroft Arthur Birkett Alfred Bowerman George Buckley Francis Burchell Frederick Christian Harry Corner Frederick Cuming William Donne Alfred Powlesland John Symes Montagu Toller | W. Andersen W.T. Attrill J. Braid W. Browning R. Horne T.H. Jordan Arthur McEvoy D. Robinson F. Rogues A.J. Schneidau Henry Terry Philip Tomalin |